# Malavalli(Rural), Malavalli
Malavalli(Rural) là một làng thuộc tehsil Malavalli, huyện Mandya, bang Karnataka, Ấn Độ.